# Yapp Hung Fai
Yapp Hung Fai (en chino tradicional, 葉鴻輝; jyutping, jip6 hung4 fai1; Hong Kong; 21 de marzo de 1990) es un futbolista hongkonés que juega en la posición de guardameta y que actualmente milita en el Eastern AA de la Liga Premier de Hong Kong.

## Carrera

### Club
| Periodo   | Club           |
| --------- | -------------- |
| 2007–2008 | Workable FC    |
| 2008–2009 | Eastern AA     |
| 2009–2010 | TSW Pegasus FC |
| 2010–2014 | South China AA |
| 2014–     | Eastern AA     |

### Selección nacional
Debutó con Hong Kong el 11 de febrero de 2010 a los 19 años en el Campeonato de Fútbol de Asia Oriental de 2010 ante Japón y actualmente es el jugador con más apariciones con la selección nacional.

## Logros

### Club
South China
- First Division: 2012–13
- FA Cup: 2010–11
- League Cup: 2010–11

Pegasus
- FA Cup: 2009–10

Eastern
- Premier League: 2015–16
- FA Cup: 2019–20
- Hong Kong Sapling Cup: 2020–21

### Internacional
Hong Kong U-23
- East Asian Games

-  (1): 2009

### Individual
- Mejor Jugador Joven de Hong Kong (2): 2010, 2013
- Equipo del Año de la Liga Premier de Hong Kong (9) : 2010–17, 2021
- Futbolista del Año de Hong Kong: 2016